# 마이클 페트코비치
마이클 페트코비치(Michael Petkovic, 1976년 7월 16일 ~ )는 오스트레일리아의 전 축구 선수이다. 현역 시절 포지션은 골키퍼였다. 크로아티아계 출신이며, 그의 형은 퍼스 글로리의 전 골키퍼였던 제이슨 페트코비치이다.
페트코비치는 시바스스포르에서 선수 생활을 할 때 앙카라귀쥐와의 경기에서 골키퍼로서 골을 기록한 적이 있다.